# American Airlines' flynummer 77
American Airlines' flynummer 77 (engelsk: American Airlines Flight 77) var det tredje fly, der blev kapret under terrorangrebet den 11. september 2001. Det ramte Pentagon i Arlington i delstaten Virginia tæt på USA's hovedstad Washington D.C. Flyet skulle fra Washington Dulles International Airport til Los Angeles International Airport, men blev under flyvningen kapret af fem islamiske terrorister. Flykaprerne stormede cockpittet og tvang passagererne til bagenden af flyet. Flykapreren Hani Hanjour, som var trænet som pilot, overtog kontrollen med flyet.
Flyet styrtede ned i Pentagon klokken 09:37 (lokal tid). Alle 64 mennesker om bord på flyet inklusiv 125 i bygningen blev dræbt, herunder flykaprerne. Snesevis af mennesker var vidne til styrtet og forskellige nyhedskilder begyndte en indberetning om hændelsen inden for få minutter. Flyet ødelagde et stort område af Pentagon, og der opstod en stor brand i bygningen. En del af Pentagon kollapsede og brandfolk brugte mange dage på at få slukket branden. Den ødelagte del af Pentagon blev ombygget i 2002.
Der blev i 2008 åbnet en park, Pentagon Memorial, hvor de 184 ofre har fået opsat bænke med navn på, sorteret efter fødselsår, der strækker sig fra 1930 (71 år) til 1998 (3 år). Flight 77s flyrute skærer direkte gennem parken.
Sikkerhedskontrollen for indenrigsfly var meget slap og fly fra USA's østkyst til vestkysten var fuldt optankede. Dette gjorde American 77 velegnet til terrorangrebet.

## Flykaprerne før angrebet
Flykaprerne på American Airlines Flight 77 blev ledet af Hani Hanjour, som styrtede flyet ind i Pentagon. Hanjour rejste til USA i 1990, hvor han blev trænet som pilot ved CRM Airline Training Center i Scottsdale, Arizona. Hanjour havde ønsker om at blive trafikflyver i Saudi-Arabiens nationale flyselskab Saudi Arabian Airlines, men blev afvist, da han henvendte sig til den civile luftfartsskole i Jeddah i 1999. Hans bror har senere forklaret, at Hanjour var frustreret over ikke at kunne finde et job. Han forlod Saudi-Arabien i slutningen af 1999, og fortalte sin familie, at han rejste til De Arabiske Emirater, hvor han skulle arbejde for et luftfartsselskab. I stedet endte Hanjour sandsynligvis i Afghanistan, hvor al-Qaedas ledere udnævnte ham til at være pilot på American Airlines Flight 77.
I december 2000 ankom Hanjour til San Diego, hvor han mødtes med nogle af de andre flykaprere Nawaf al-Hazmi og Khalid al-Mihdhar, som havde været i USA siden november 1999. Kort tid efter ankomsten tog Hanjour og al-Hazmi til Mesa i Arizona, hvor Hanjour begyndte på genopfriskningskurser ved Arizona Aviation. I april 2001 flyttede de til Falls Church i Virginia, hvor de afventede de resterende flykaprers ankomst. En af dem, Majed Moqed, ankom den 2. maj 2001 sammen med Ahmed al-Ghamdi, som var flykaprer på Flight 175. De landede i Dulles International Airport og flyttede ind i en lejlighed sammen med al-Hazmi og Hanjour.
Den 21. maj 2001 lejede Hanjour et hotelværelse i Paterson i New Jersey, hvor han sammen med andre flykaprere boede indtil udgangen af august. Den sidste flykaprer, Salem al-Hazmi, ankom den 29. juni 2001 med Abdulaziz al-Omari, en af flykaprerne om bord på Flight 11. De landede i John F. Kennedy International Airport fra De Arabiske Emirater, og boede hos Hanjour indtil den 10. september 2001.
Flykaprerne på Flight 77 var:
- Hani Hanjour, pilot.
- Salem al-Hazmi, gorilla.
- Nawaf al-Hazmi, gorilla.
- Majed Moqed, gorilla.
- Khalid al-Mihdhar, gorilla.

## Flyet
American Airlines Flight 77 var en Boeing 757-223 (med registreringsnummer N644AA). Flybesætningen inkluderede luftkaptajn Charles Burlingame, andenpilot David Charlebois, kabinepersonalet Michele Heidenberger, Jennifer Lewis, Kenneth Lewis og Renee May. Der var 64 passagerer på flyet, hvoraf de fem var terrorister.

### Morgenen den 11. september 2001
Om morgenen den 11. september 2001 ankom de fem flykaprere til Dulles International Airport, lidt uden for Washington DC. Klokken 07:15 (lokal tid) tjekkede Khalid al-Mihdhar og Majed Moqed ind. De ankom til sikkerhedskontrollen et par minutter senere. Klokken 07:18 blev de begge sat igennem en manuel scanning. al-Hazmi-brødrene tjekkede ind sammen klokken 07:29. Hani Hanjour ankom til sikkerhedskontrollen klokken 07:35. Han blev efterfulgt af Salem og Nawaf al-Hazmi hen til metaldetektoren nogen minutter senere. Som det ses i nogle optagelser fra et overvågningskamera, der senere blev frigivet, mener man at Nawaf Hazmi havde et uidentificeret objekt i sin baglomme.
Hani Hanjour, Khalid al-Mihdhar og Majed Moqed skulle have tjekket deres bagage igen, mens Nawaf al-Hazmi og Salem al-Hazmi ligeledes skulle dette, da de ikke havde givet tilstrækkelig identifikation, hvilket blev anset som mistænkeligt af luftfartsselskabets check-in agent. Hanjour, al-Mihdhar og Nawaf al-Hazmi tjekkede ikke ind med nogen form for bagage på flyet, men det gjorde til gengæld Moqed og Salem al-Hazmi. Sikkerhedskontrollen valgte at beholde Moqed og Salem al-Hazmis bagage indtil de gik om bord på flyet. Klokken 07:50 lykkedes det for de fem flykaprere at få deres hobbyknive sikkert gennem lufthavnens sikkerhedskontrol.
De gik herefter om bord på flyet til Los Angeles.. Under flyvningen sad Hanjour på forreste række på sæde 1B, mens Salem og Nawaf al-Hazmi sad på første klasse på sæde 5E og 5F. Majed Moqed og Khalid al-Mihdhar sad længere tilbage på sæde 12A og 12B i økonomiklassen. Flyet var planlagt til at afgå kl 08:10, men endte med afgang 10 minutter forsinket fra Gate D26 i Dulles.

### Kapringen af flyet
Den officielle 9/11-rapport har anslået, at flyet blev kapret fra klokken 08:51 til 08:54, kun få minutter efter det første kaprede fly havde ramt World Trade Center på Manhattan klokken 08:46. Den sidste almindelige radiokommunikation fra flyet til flyvekontrollen var klokken 08:50:51. Klokken 08:54 begyndte Flight 77 at afvige fra sin normale flyverute, og begyndte at flyve mod syd. Klokken 08:56, var flyet vendt, og dets transponder var blevet deaktiveret. Federal Aviation Administration var klar over at der var en nødsituation om bord på flyet. På dette tidspunkt var American Airlines Flight 11 allerede styrtet ind i World Trade Center, og United Airlines Flight 175 var bemærket at være blevet kapret, som dog få minutter efter, også styrtede ind i World Trade Center. Efter at de to fly var styrtet ind i World Trade Center havde flyselskaberne United Airlines og American Airlines beordret et landsdækkende flyveforbud. USA's lufttrafikkontrol samt American Airlines havde gjort adskillige mislykkede forsøg på at kontakte flyet.
To mennesker på Flight 77 havde foretaget private telefonopkald. Klokken 09:12, ringede stewardessen Renee May til sin mor, Nancy May, i Las Vegas. Under opkaldet, som varede omkring to minutter, fortalte Renee May, at hendes fly var blevet kapret af fem personer, og at de var blevet tvunget ned til bagenden af flyet, hun havde også bedt sin mor om at kontakte American Airlines, hvilket hun og hendes mand straks gjorde. American Airlines var dog allerede klar over kapringen. Mellem klokken 09:16 og 09:26, havde passageren Barbara Olson ringet til sin mand, Theodore Olson, og fortalt at flyet var blevet kapret, og at kaprerne havde hobbyknive. Hun oplyste, at passagererne, og muligvis besætningen på flyet, var blevet tvunget ned til bagenden af flyet, og at flykaprerne ikke reagerede på hendes opfordring om at slappe af. Et minut inde i samtalen, blev forbindelsen afbrudt. Hendes mand Theodore Olson kontaktede kommandocentralen ved Department of Justice, og forsøgte uden held at kontakte justitsminister John Ashcroft. Omkring fem minutter senere, ringede Barbara Olson igen, og fortalte, at piloten havde annonceret at flyet var blevet kapret, og hun spurgte "Hvad skal jeg sige at piloten skal gøre?". Theodore Olson spurgte hende, om flyets position og hun fortalte, at flyet var ved at flyve over et beboelseskvarter. Han informerede hende om angrebene på World Trade Center. Kort tid efter, blev forbindelsen afbrudt igen.
Et fly blev fundet igen på Dulles International Airports radarskærme, da det nærmede sig Washington DC, og man opdagede at flyet havde vendt om og at dets flyvehøjde sank hurtigt. Flyvelederne havde oprindeligt troet at det var et jagerfly på grund af den høje hastighed og manøvrer. Reagan Airports flyveledere spurgte et forbipasserende fly fra Air National Guard til at identificere og følge Flight 77. Piloten Steven O'Brien, fortalte dem, at det var en Boeing 757 eller 767, og mente at det sandsynligvis var en American Airlines jet. Senere så han en "kæmpe" ildkugle, og det blev oprindelig antaget, at Flight 77 havde ramt jorden. Nærmere betegnet Pentagon, han rapporterede til Reagan ATC, "Det ser ud til, at flyet styrtede ned i Pentagon, sir".

### Kollisionen med Pentagon
Flight 77, fløj med (853 km/t) over Navy Annex Building ved siden af Arlington National Cemetery, for efter at styrte direkte ned i den vestlige side af Pentagon i Arlington County i Virginia, lige syd for Washington D.C. klokken 09:37:44. Alle 53 passagerer om bord inklusiv de 5 flykaprere, og de 6 besætningsmedlemmer om bord blev dræbt. Flyet fløj henover gader, lygtepæle og ramte blandt andet en transportabel generator før at det styrtede ind i Pentagon. Flyet ramte Pentagon omkring første sal.
På tidspunktet for angrebene, arbejdede cirka 18.000 mennesker i Pentagon, som var 4.000 færre end før renoveringerne begyndte i 1998. Da flyet styrtede ind i Pentagon kom der efterfølgende en brand som trængte ind i dele af den vestlige side i Pentagon. Den yderste afdeling var stort set allerede blevet ødelagt, og en stor del kollapsede efter at flyet styrtede ind i Pentagon. I alt var der 189 dødsfald, herunder 125 i Pentagon-bygningen og 64 om bord på Flight 77. Passageren Barbara Olson var på vej til et politisk talkshow som hed Politically Incorrect med Bill Maher. En gruppe af børn, og National Geographic Society-medarbejdere var også om bord, de var på en tur mod vest til Kanaløerne nær Santa Barbara i Californien. Blandt andet var børnene Zoe, 8 år, og Dana Falkenberg, 3 år, om bord, de blev også dræbt i styrtet, sammen med deres forældre, Charles Falkenberg og Leslie Whittington. Derudover døde også 55 militærfolk og 70 civile på jorden. Af de dræbte 125, var der 92 på første sal, 31 på anden sal og to på tredje sal. Fra USA's hær blev 75 personer dræbt. Derudover blev 106 personer sårede og blev behandlet på områdets hospitaler. Generalløjtnant Timothy Maude, var den højest rangerende officer dræbt i Pentagon.
Pentagon lå omkring Interstate 395 og Washington Boulevard. Bilisten Mary Lyman, som var på vejen Interstate 395, så flyet passere over i en "stejl vinkel mod jorden hurtigt", og herefter så hun en sky af røg fra Pentagon. Omar Campo, et andet vidne, var ved at slå græsset på den anden side af vejen, imens flyet fløj over hans hoved. "Jeg var ved at slå græs, og det kom i skrigende hen over mit hoved. Jeg følte konsekvenserne. Hele jorden rystede, og hele området var i brand. Jeg kunne aldrig forestille mig, at jeg ville se sådan noget her". Afework Hagos, en programmør, var på vej til sit arbejde men sad fast i en trafikprop i nærheden af Pentagon, og så et fly som fløj over ham: "Der var en stor skrigende støj og jeg stod ud af bilen, da flyet kom over løb alle væk i forskellige retninger, det vippede sine vinger op og ned, mens at det prøvede at balancere." Daryl Donley var også vidne til ulykken og var den første der tog nogle fotografier efter styrtet.
USA Today-reporteren Mike Walter kørte på Washington Boulevard, da han var vidne til ulykken, han fortalte: "Jeg kiggede ud af mit vindue og jeg så, et American Airlines-jetfly, som kom flyvende. Og jeg tænkte, 'Dette fly er ikke højt nok oppe, det er virkelig lavt nede. " Og jeg så det. Jeg mener det var som et krydsermissil med vinger. Det kom farende og hamrede lige ind i Pentagon ". Et andet vidne Terrance Kean, der boede i et nærliggende højhus, hørte støj fra en larmende jetmotorer, han begyndte at kigge ud af sit vindue, og så et "meget, meget stort passagerfly". Han så "det bare pløje lige ind i siden af Pentagon, og der var ild og røg overalt". AP-reporter Dave Winslow fortalte:, "Jeg så en hale af et stort passagerfly ... Det pløjede lige ind i Pentagon". Andre bilister på Washington Boulevard, Interstate 395, og Columbia Pike var også vidner til ulykken, ligesom folk i Pentagon City, Crystal City, og andre nærliggende steder.

## Redningsarbejdet
Redningsarbejdet begyndte umiddelbart efter styrtet. Oprindeligt blev redningsarbejdet ledet af de militære og civile ansatte i bygningen. I løbet af få minutter efter styrtet ankom de første brandbiler og forskellige civile personer som ville se hvad der var sket. Brandmændene beordrede dem dog til at forlade stedet med det samme, da personerne ikke var ordentligt udrustet og uddannet til at vide hvad de skulle gøre efter sådan et styrt. Arlington County Fire Department (ACFD) overtog kommandoen over den umiddelbare redningsaktion inden for 10 minutter efter styrtet.
Imens at brandmændene forsøgte at slukke brandene, frygtede man at bygningen ville styrte sammen. En brandmand bemærkede, at de "temmelig meget vidste bygningen ville bryde sammen, fordi den begyndte at lave underlige lyde og knirkende". Nogle minutter senere, klokken 10:15, kollapsede de øverste etager af det beskadigede område i Pentagon.
Efter sammenbruddet, begyndte de indvendige brande at udvide sig gennem alle fem etager. Efter klokken 11: 00, begyndte brandmænd et større arbejde i forsøg på at slukke branden. Tjenestemænd forventede at temperaturen i bygningen ville blive meget høje. Det var målet at man ville få slukket de indvendige brande sidst på eftermiddagen. Klokken 18:00 dagen efter angrebet, den 12. september, udsendte Arlington County en pressemeddelelse, hvori man fortalte at branden var under kontrol, men dog var den ikke helt slukket endnu. Brandmænd fortsatte med at slukke mindre brande, der blev antændt i de efterfølgende dage. Forskellige stykker flyrester blev fundet i Pentagon dagene efter angrebet.

### Efterfølgende
Klokken 17:30 den 12. september 2001 oplyste man, at ingen var i live i den beskadigede dele af bygningen. I dagene efter styrtet, fandt nyhedsrapportere, ud af at op til 800 mennesker var døde. Tropper fra Fort Belvoir var det første hold til at undersøge det indre del af nedstyrtningsstedet og konstaterede tilstedeværelsen af menneskelige efterladenskaber. Forskellige eftersøgnings-og redningshold, herunder Fairfax County Urban Search and Rescue foretog undersøgelser. Brudstykker fra Pentagon blev taget til Pentagons nordlige parkeringsplads for en mere detaljeret undersøgelse.
Brudstykkerne blev efterfølgende givet til de væbnede styrker beliggende i Dover Air Force Base i Delaware. Det medicinske undersøgelseskontor var i stand til at identificere ting som der tilhørte nogen af ofrene. Efterforskere havde i sidste ende identificeret 184 af de 189 mennesker, der døde under angrebet. Resterne af de fem flykaprere blev identificeret, ved hjælp af udelukkelsesmetoden.
I 2002, blev femogtyve ofre begravet i fællesskab på Arlington National Cemetery, ceremonien havde også hædret de fem ofre, hvis jordiske rester, aldrig blev fundet.

### De sorte bokse
Omkring klokken 3:40 den 14. september 2001, havde en redder og en brandmand, været ude for at kigge gennem resterne af den sammenstyrtede bygning, her fandt de flyets to sorte bokse, som var omkring 1,5 meter lange, og de kontaktede efterfølgende en FBI-agent, og fortalte ham om hvad de havde fundet. Agenten tilkaldte en person fra National Transportation Safety Board (NTSB). Han bekræftede, at det var de sorte bokse fra Flight 77.
Den ene sorte boks, Cockpit Voice Recorder- der optager de sidste 30 min. lyde fra cockpittet, blev hurtigt transporteret til et laboratorium i Washington DC, og dets data blev hentet. Kort efter overtog FBI optageren og dens data. CBS News rapporterede, at foreløbige oplysninger viste, at der ikke var noget, nyttigt på cockpittets stemmeoptager. Båndet synes at være tom eller slettet. Man rapporterede, at båndet var smeltet sammen til en massiv blok af forkullet plast. Ingen brugbare dele af båndet blev fundet inde i optageren.
Den anden sorte boks, Flight Data Recorder – der optager de sidste 40 flyvetimers udslag på diverse målere, gav heller ikke nogen brugbare data; f.eks. var man interesseret i hvornår flykaprerne kom ud i cockpittet, men boksen angav at cockpitdøren ikke var blevet åbnet, hverken på den sidste eller de 11 forrige flyvninger.

## Efter angrebet
Man begyndte på at genopbygge den beskadigede del af Pentagon, man mente at det ville tage tre år at fuldføre. Den ombyggede del af Pentagon omfatter et indendørs minde om ofrene og et kapel i anslagspunktet. Samt et udendørs mindesmærke, designet af Julie Beckman og Keith Kaseman.
Efter hændelsen er flynummeret blevet ændret, American Airlines's morgenflyvning fra Dulles til Los Angeles er i dag ændret til Flight 149, og bruger nu en Boeing 737-800 i stedet for en 757-200.

### Sikkerhedskameraet i Pentagon
Den 16. maj 2006, havde forsvarsministeriet frigivet nogle optagelser, fra et overvågningskamera i Pentagon og det viste American Airlines Flight 77 styrte ind i Pentagon, dog var det ikke særligt tydeligt og man mente at man bare så et fly, som lignede "tynde hvide striber" og efterfølgende skete der en eksplosion..
Nogle af stillbillederne fra videoen var tidligere blevet frigivet, og offentligt udsendt, men dette var det første officielle udgivelse af den fulde video af styrtet. En nærliggende tankstation havde også overvågningskameraer, men deres video blev først udgivet den 15. september 2006 det viste dog ikke styrtet. Et hotel, som ligger i nærheden af Crystal City , i Virginia, havde også en sikkerhedsvideo, og den 4. december 2006 frigav FBI videoen.